# Antisemitism
Antisemitism är fientlighet, fördomar eller diskriminering mot judar bara därför att de är judar. Det betraktas allmänt som en form av rasism.
Europeiska unionens byrå för grundläggande rättigheter definierar antisemitism enligt följande:
"Antisemitism är en viss uppfattning om judar, som kan uttryckas som hat mot judar. Retoriska och fysiska uttryck för antisemitism riktas mot judar eller icke-judar och/eller deras egendom, mot judiska gruppers institutioner samt religiösa byggnader och platser".
Antisemitismen kan ta sig uttryck som fientlighet mot verkliga eller inbillade drag hos den judiska religionen, kulturen eller föreställda rasmässiga egenskaper. Termen användes av den judiske orientalisten och bibliografen Moritz Steinschneider år 1860 och avsåg då fientlighet mot hela den så kallade semitiska rasen (förutom judar exempelvis araber, assyrier och amharer), men används sedan början av 1900-talet om en fientlig inställning enbart gentemot judar. Det sammansatta ordet antisemit blev populärt i Tyskland 1879.
Antisemitismens teman har varierat genom historien. De flesta kristna kyrkor brukade förr framställa judarna som Jesu mördare, genom dåtidens idéer om kollektivt och historiskt fortplantad skuld; men vare sig dessa idéer eller idén om det ursprungliga gudsmordet har numera stöd i någon viktigare gren av kristen teologi. I modern tid har dock syftet ofta varit att belägga judar med medfödda föraktliga karaktärsegenskaper. I vissa högerextrema, nazistiska och fascistiska sammanhang tror man på en teori som brukar kallas Zionist Occupation Government som går ut på att judar försöker krossa den västerländska civilisationen och den vita rasen genom att först kontrollera bland annat banksystem och media.

## Etymologi
Uttrycket antisemitism myntades 1873 av tysken Wilhelm Marr och blev synonymt med fientlighet mot judarna eller hat mot judar som ”ras” i enlighet med tidens ”rasvetenskap” eller rasistiska föreställningar. Antisemitism nämns första gången i svenska språket 1890 och sägs härröra från hovpredikant Adolf Stoecker.

## Historik

### Antisemitism inom kristendomen

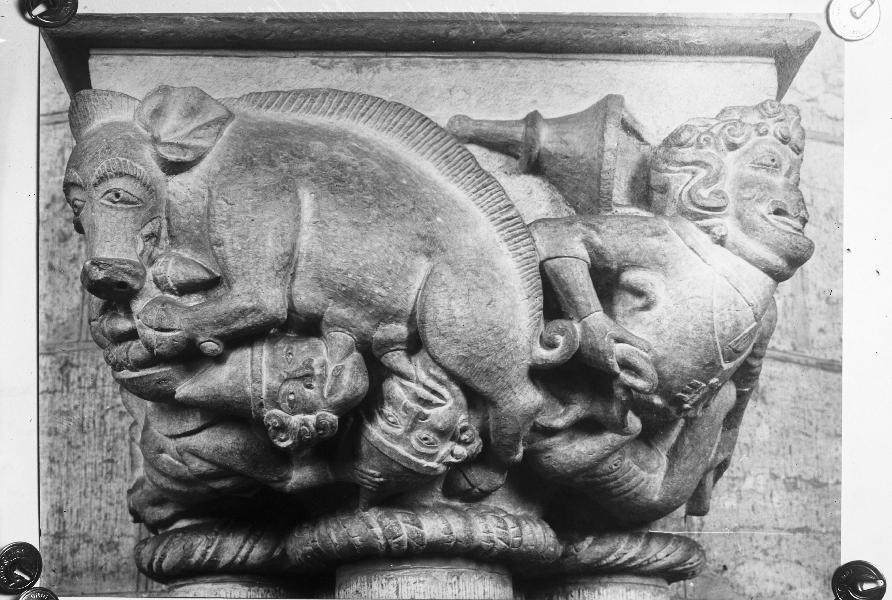
Skulpturen, den så kallade "judesuggan" i Uppsala domkyrka från början av 1300-talet, visar att hån mot judar förekom tidigt inom kristendomen, även i Sverige.

Edward H. Flannery har spårat antisemitism så långt tillbaka som till trehundratalet före Kristus, troligtvis baserat i den monoteistiska judiska tro som så flagrant avvek från de polyteistiska religionerna under antiken. Inom kristendomen har det funnits en aversion mot judar, dels eftersom de inte velat konvertera till kristendomen, dels grundat på föreställningen att de var skyldiga till Jesu död. Särskilt under medeltiden fanns en religiöst präglad antisemitism i Europa. Under denna tid beskylldes judar av vissa för att sprida digerdöden bland annat genom att förgifta brunnar. De anklagades dessutom för ritualmord på barn för att få blod till att bereda påskbröd. Även inom Islam har judar varit förföljda och stigmatiserande karaktärsdrag som feghet, girighet och förrädiskhet har utmålats som särmärken för dem.
Den katolska kyrkan har i perioder varit starkt antisemitisk och anklagats för att ha haft en dualistisk syn på antisemitism, där 'ond' antisemitism varit baserad på härstamning medan 'god' antisemitism behandlat klassiska teman som girighet, kontroll och konspirationer. Påve Paulus IV grundade 1555 Roms getto, där stadens judar tvingades bo. Drygt ett halvsekel dessförinnan, 1492, fördrevs samtliga judar från Spanien, som vid den tiden hade en stor judisk befolkning. Detta var mycket ett resultat av Tomás de Torquemadas och drottning Isabellas idéer om att judarna fördärvade det katolska Spanien. Först på 1800-talet tilläts judarna åter i landet.
Även den protestantiska kyrkan har varit starkt antisemitisk i perioder. Bland annat publicerade protestantismens grundare Martin Luther 1543 en starkt antijudaistisk text med titeln "Om judarna och deras lögner" som fick stort inflytande under följande århundraden. Nazisterna utnyttjade även Luthers skrifter för sina syften, och böcker som barnboken Trau keinem Fuchs auf grüner Heid inspirerades direkt av Luthers "folkvisdom" om judarna som grupp.

### Under medeltiden

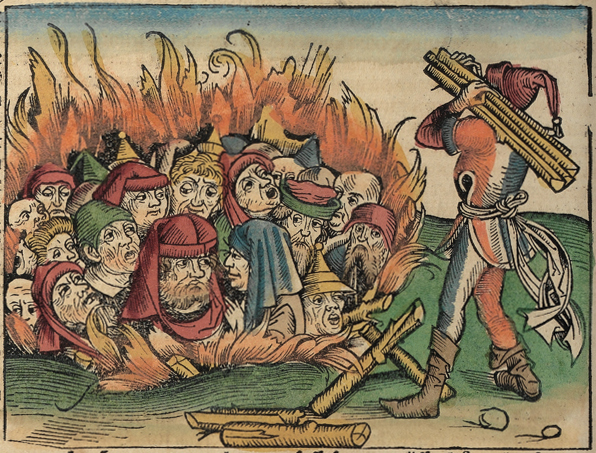
Judar bränns levande, ur Nürnbergkrönikan 1493.

Från medeltiden har västerlänningar också kritiserat judar för deras inflytande i handels- och finansväsendet (se Köpmannen i Venedig). Judarna hade mycket riktigt livnärt sig i hög grad på handel sedan romarna hade drivit ut de flesta ur Palestina; men i den kristna världen hade de inte heller annat att välja på, eftersom de kristnas egna lagar vid den tiden å ena sidan förbjöd kristna att ta ränta på lån, å andra sidan förbjöd judar att inneha offentlig tjänst eller idka vissa hantverk åt kristna kunder.
Den verksamheten underlättades å andra sidan av att så många judar hade släkt och vänner spridda i världen och av att de flesta judiska män (genom sina religiösa påbud) var läskunniga. Denna internationalism, å tredje sidan, underblåste de kristnas uppfattning om judarna som trolösa och politiskt lömska.

### Modern tid
Ett av de första europeiska exemplen på åtgärder för att förbättra förhållandet till judarna i Europa var det så kallade toleransediktet som utfärdades av den tysk-romerske kejsaren Josef II 1781, vilket gav judarna rätt till fri religiös utövning. Det kom bland annat att även tillämpas i Sverige och gav för första gången icke-konverterade judar möjlighet att slå sig ned i landet. Franska revolutionen innebar också lättnader i restriktionerna för judar och kom under Napoleonkrigen att påverka lagstiftningen även i andra länder. Samtidigt som judarnas politiska rättigheter ökade stärktes även antisemitismen i takt med nationalismens framväxt.
Rysslands stora grupp judar som från tyskt område bosatte sig i Polen, Litauen och Ukraina och kom att stå utanför de politiska förändringar som skedde i Västeuropa. Under Alexander I av Ryssland begränsades judarnas rätt till yrkesutövning och bosättning. Judar ansågs olämpliga för militärtjänst och fick i stället betala skatt för att befrias från denna. År 1827 införde Nikolaj I av Ryssland så kallade "kantonistskolor" dit judiska pojkar skickades vid 12 års ålder och där de förbereddes för militärtjänst. Man försökte i dessa skolor förmå judarna att konvertera. Under Alexander II av Ryssland lättades förtrycket mot judarna men i samband med mordet på honom förekom våldsamma judepogromer runt om i Ryssland och två miljoner judar flydde landet, mestadels till USA.

### Modern politisk antisemitism

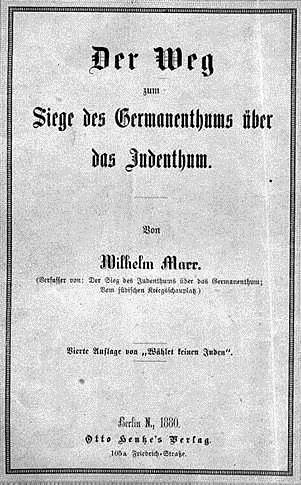
Wilhelm Marr, Der Weg zum Siege des Germanenthum über das Judenthum.

Den moderna politiska antisemitismen uppstod på 1800-talet med massmedias genombrott och har lett till vederläggbara historier om ett för stort judiskt inflytande. Vidare har judarna, som ett kosmopolitiskt folk sammanhållet av starka religiösa band, ofta anklagats för illojalitet eller till och med fientlighet mot den kristna stat de levt i. Detta har lett till pogromer och andra trakasserier då kristna stater har kommit i kris- eller mobiliseringsstämning, till exempel under korstågen och världskrigen. Genom den undan för undan ökade frihet som judarna tillerkändes genom upplysningsidéer och en allt mer allmänbildad kristen medelklass, har kritik tillkommit mot en påstådd, och påstått dålig, dominans inom konster, vetenskap och politik - det sistnämnda i både öst- och västblocken.
Ordet antisemitism har använts med dagens politiska betydelse sedan 1879 när Wilhelm Marr använde ordet i skriften Der Weg zum Siege des Germanenthum über das Judenthum. trots att ordet tidigare användes med en något annorlunda innebörd. Marrs antisemitism skilde sig från tidigare föreställningar genom att han inte angrep judarna på grund av dess religion, utan pekade ut dem som tillhörig en främmande och den europeiska rasen underlägsen semitisk ras.
Antisemitism blev en omskrivning för judehat, vilket flera politiker under tiden mellan senare delen av 1800-talet fram till andra världskriget även gick till val på i några europeiska länder. Den ryska revolutionen ledde till en stegring av antisemitiska stämningar eftersom flera av bolsjevikernas fiender kopplade samman judarna med bolsjevikerna. I Östeuropa ledde olika nationella rörelser (bl.a. den ryska panslavismen) till massutrotningar av judar, pogromer. Antisemitismens uppkomst i Tyskland hänger samman med den osunda spekulation och de svindlerier, som åtföljde finansernas och industrins snabba framväxt efter fransk-tyska kriget. Eduard Lasker, själv jude, fäste uppmärksamheten på dessa förhållanden och avslöjade i ett tal i tyska riksdagen (februari 1873) en hel rad bolagssvindlerier, i vilka en mängd judiska finansmän var inblandade. Under den upphetsning som dessa skandaler väckte utkom Wilhelm Marrs pamflett, vilken med stöd av Friedrich Hegel nationalitetsteorier gav det gamla judehatet en pseudovetenskaplig grundval. En annan uppmärksammad pamflett mot de judiska finansmännen och börssvindeln av Otto Glagau utkom 1876-1877 och sedan följde en rad tidningsartiklar. År 1879 övergick rörelsen från en litterär till en rent politisk agitation. Detta skedde i samband med brytningen mellan Otto von Bismarck och det nationalliberala partiet samt rikskanslerns närmande till centern och de konservativa. Den antisemitiska agitationens främste företrädare blev den konservative hovpredikanten Adolf Stöcker, vilken som målsman för den kristliga socialismen redan i september 1878 uppträtt mot den judiska bourgeoisien.
Medan hans angrepp riktades mot den judiska liberalismen (den liberala och radikala pressen behärskades till del av judarna), fick han stöd från de konservativa samt till stor del även av de judiska liberalernas katolskt ultraortodoxa motståndare. Även ansedda vetenskapsmän, såsom nationalekonomen Heinrich von Treitschke och filosofen Eduard von Hartmann uppträdde mot judarna, vilka emellertid fick talangfulla försvarare, bl.a. Theodor Mommsen. 
En antisemitliga stiftades i oktober 1879, häftiga riksdagsdebatter och hundratals pamfletter vittnade om upphetsningen. Antisemit-kongresser hölls tid efter annan från 1881. När antisemiterna samma år skulle politiskt organisera sig, inträffade likväl en splittring mellan de konservativa, som under ledning av Liebermann von Sonnenberg grundade Deutscher Volksverein, och de starkt radikala vilka betonade rasmotsättningar. Dessa samlade sig till Socialer Reichsverein. En återförening skedde på en kongress i Kassel 1886, men den då bildade Deutsche antisemitische Vereinigung splittrades redan 1889 i flera fraktioner. Under den ständiga agitationen hade rörelsen i flera landsdelar – särskilt i Hessen – nått folket, och 1892 nådde upphetsningen sin höjdpunkt, till stor del till följd av rektorn och politikern Hermann Ahlwardts våldsamt agitatoriska verksamhet. Ahlwardt invaldes i riksdagen och vann stöd hos de konservativa, men förstörde för sig genom att framställa grundlösa anklagelser mot sina motståndare, han kallade Stöcker till motstånd. Vid riksdagsvalen 1893 samlade emellertid antisemiterna inte mindre än 260 000 röster (mot 47 500 år 1890) och fick 16 riksdagsmän invalda i riksdagen. De förlorade dock snart, genom Ahlwardts och andras våldsamma uppträdande, det stöd de en fått från andra partier. De antisemitiska konservativas ledare, baron von Hammerstein, fick lämna det politiska livet till följd av svindelaffärer. Antisemiterna fick även ett avbräck genom "de kristna socialisternas" nedgång i inflytande och Stöckers avlägsnande först från ställningen som hovpredikant och sedan från det konservativa partiet. Vid valen 1898 steg visserligen deras röstetal till 284 000, men de invalda riksdagsmännen sjönk till 12. I Frankrike bidrog Dreyfusaffären 1894 till en skärpning av de antijudiska stämningarna. Antisemitismen kulminerade i Nazityskland. Nazisterna stödde sig på det förfalskade Sions vises protokoll och Houston Stewart Chamberlains teorier. I Österrike växte austrofascismen fram.

### Mellan världskrigen

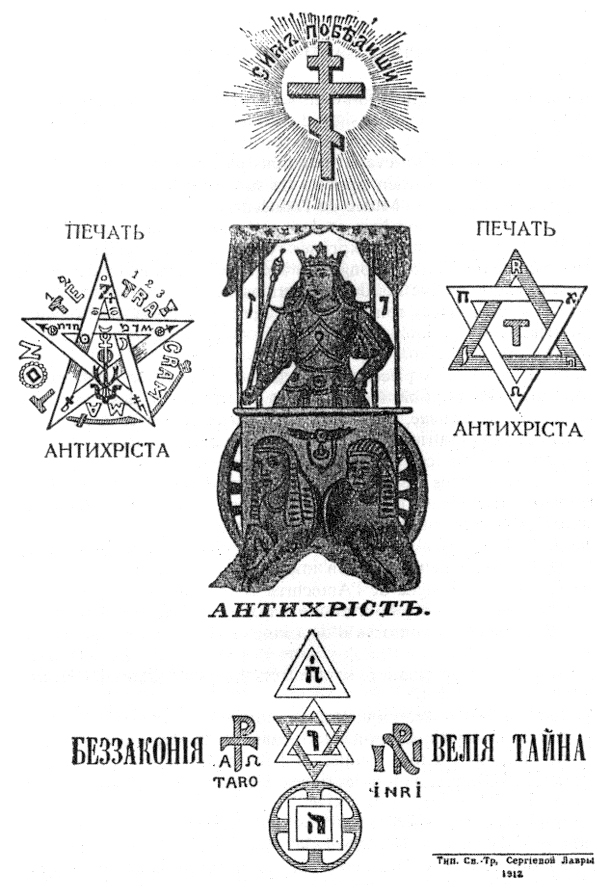
Sions vises protokoll, 1912 ed.

Mellan sekelskiftet och 1917 fanns i Ryssland högerextrema grupper, som bedrev skräckpropaganda och hävdade att judarna skulle orsaka Rysslands undergång. Judar var före revolutionen utestängda från en karriär inom armén och förvaltningen och fick enbart bo inom ett begränsat område, det Judiska bosättningsområdet i Kejsardömet Ryssland. Dessa restriktioner avskaffades av Rysslands provisoriska regering. Därmed sammanföll den judiska emancipationen med katastroferna i kölvattnet efter oktoberrevolutionen med miljontals döda i svält, inbördeskrig och bolsjevikernas röda terror. Då det uppfattades som judarna var den enda grupp som dragit fördel av revolutionen, drog man felaktigt slutsatsen att judarna var ansvariga för den. Före revolutionen fanns det emellertid i judiska kretsar mycket begränsad sympati för bolsjevikerna och en genomgång av kommunistpartiets medlemskadrer 1922 visade att färre än 1000 judar hade gått med i partiet före 1917.
Inbördeskriget kom att spela en central roll för antisemitismens tillväxt. Initialt var den vita armén utan större öppen antisemitism, vilket ändrade sig dramatiskt under vintern 1918-19 i samband med början av den röda terrorn, som kom att skyllas på judarna. Detta berodde bl.a. på att judar spelade en framträdande roll i Tjekan och att de inte drabbades av den röda terrorn i samma utsträckning som icke-judar. Den etniska fördelningen kom sig av att ryssar var svårare att rekrytera och att Vladimir Lenin föredrog icke-ryssar, som judar, letter och armenier, i Tjekan.  I Ukraina under inbördeskriget kom medarbetare av judisk börd att antalsmässigt fullständigt dominera i Tjekan. Anton Denikin, general i den så småningom av antisemitism belastade södra vita armén, hävdar att när armén gick in i Ukraina 1919, så hade en rabiat antisemitism hela regionen i ett grepp, som omfattade hela befolkningen inkluderande intelligentian.  När de vita tolererade pogromer och uteslöt judar från administrationen, drevs judar i armarna på bolsjevikerna, vilket kom att rättfärdiga vidare förföljelser, Antalet offer för pogromerna mellan 1918 och 1920 har uppskattats till mellan 50 000 och 100 000.  I alla avseenden, utom avsaknaden av en central organisation, föregrep pogromerna under ryska inbördeskriget Förintelsen och lämnade ett ödesdigert arv: likhetstecknet mellan kommunism och judendom.
Tolkningen av revolutionen som judisk gav den obskyra antisemitiska skriften Sions Vises Protokoll status av en profetia. Före revolutionen hade även högerextrema förhållit sig tveksamma till denna skrift, som påstod sig vittna om en judisk sammansvärjning för att uppnå världsherravälde, men efter revolutionen blev pamfletten under en tid en av världens mest lästa böcker.  Även på andra sätt gick antisemitismen i Ryssland på export. Tusentals ryska officerare hade följt med de retirerande tyska styrkorna i slutet av 1918 och några av dem kom att hamna i Hitlers omnejd. Däribland fanns Fjodor Vinberg, som bidrog till Hitlers uppfattning av Sovjetunionen som en judisk diktatur och som skall ha varit först med att offentligt kräva ett förintande av judarna. Till gruppen flyktingar med egen erfarenhet av bolsjevikerna hör också Alfred Rosenberg, Hitlers chefsideolog, som redan i mitten av 1918 övertagit den ryska extremhögerns tolkning av ryska revolutionen som ett verk av judar.
Efter Béla Kuns regerings fall i Ungern 1919, där många judar, däribland Béla Kun själv, haft plats, kom det till judeförföljeler under den så kallade "vita terrorn", 1920 infördes lagar som bland annat begränsade judarnas rätt till universitetsutbildning. I Rumänien, där judar 1920 erhållit lika rättigheter med övriga innevånare sattes dessa bestämmelser 1924 ur kraft.
Nazisternas antisemitism är synnerligen väldokumenterad och utmynnade ytterst i förintelsen, mordet på sex miljoner judar under andra världskriget. De ansåg att de orsakade Tysklands nederlag i det första världskriget och inflationskrisen. Kristallnatten 1938 var ett landsomfattande pogrom där runt 100 judar mördades, 30 000 fördes till koncentrationsläger och drygt 270 synagogor förstördes tillsammans med runt 7 500 judiska butiker.
Stalins antisemitism var mindre uttalad men drabbade ändå många. Som exempel kan nämnas återkommande utrensningar av judar som år 1939 i samband med avtalet med Hitler (Molotov-Ribbentroppakten), mord och fängslanden av medlemmar i den Judiska Antifascistiska Kommittén på 1940-talet, doktorernas konspiration 1952 och planer på judisk autonomregion i östra sibirien ("Judiska autonoma länet").
I Polen, som hade den största judiska populationen i Europa, levde de polska och judiska samhällena sida vid sida. Sedan 1264 fick judar fristad i landet och skyddades och garanterades autonomi genom lagstiftningen. De nationalistiska trenderna under 1800-talet, med polska nationalister och sionister, skapade konflikter om inflytande över medelklassen, med både antisionism och antipolonism som fortsatte även när den polska staten återskapades 1919. De polska judarna delades upp i cirka 20 procent assimilerade (huvudsakligen i västra Polen) som deltog i den polska kulturen, och 80 procent oassimilerade som bara pratade jiddisch. Fyrtio procent av dem var sionister. Före utbrottet av andra världskriget fanns i Polen 266 grundskolor, 12 gymnasier och 14 yrkesskolor där man använde jiddish eller hebreiska som huvudspråk, det vill säga i en omfattning som var otänkbar i USA eller Frankrike. Spänningen mellan polacker och judar under mellankrigsåren var konsekvensen av den ekonomiska situationen i landet - depression, restriktive immigrationslagar i USA, Storbritannien och andra länder. I flera små och mellanstora städer i framför allt östra Polen utgjorde judarna 50-90 procent, och de flesta affärer var drivna av judar, och de möte mycket liten konkurrens av polacker. I hela landet utgjorde judarna 9,8 procent av befolkningen, men utgjorde 21,5 procent av affärsidkare och hantverkare. Aktioner av typen "köp polskt" förespråkades huvudsakligen av nationaldemokraterna, som för övrigt hade samma xenofobiska inställning även till tyskar, ukrainare, romer och socialister, och det finns väsensskilda skillnader mellan den polska ekonomiska antisemitismen och den ideologiska antisemitismen som härjade i Tyskland och de andra centraleuropeiska länderna under mellankrigsåren. General Józef Piłsudski drev fram till sin död judevänlig politik och först efter hans död introducerade sanacja-regeringen vissa restriktioner, bland annat för koscher-hantering. Enligt judiska källor förekom det mellan 1935 och 1937 sexton pogromer, med 118 dödade judar.

### Under andra världskriget

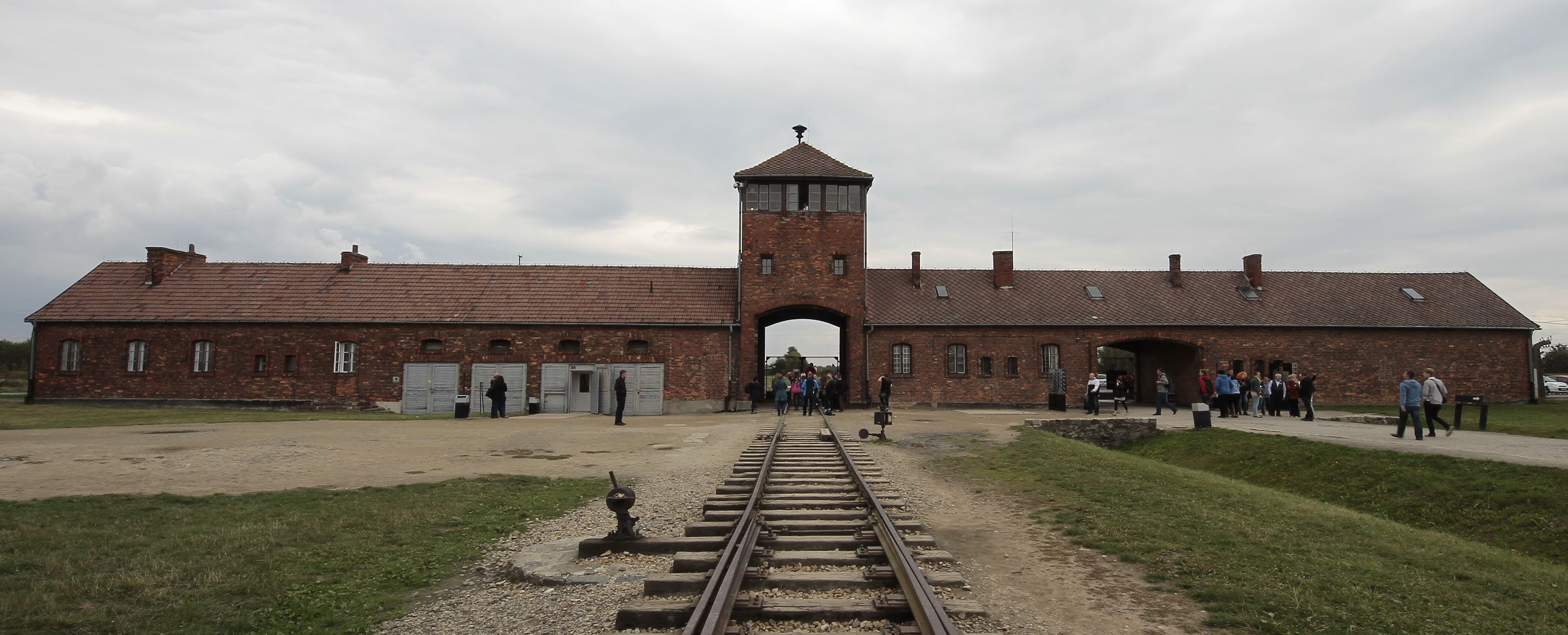
Huvudingången till koncentrationslägret Auschwitz-Birkenau.

Efter invasionen av Polen 1939 och Västeuropa 1940 inrättade nazisterna getton för judar i flera storstäder och började forsla in judar från omnejden. En anledning var att nazisterna ville förflytta 9 miljoner polacker och 603 000 judar från västra Polen för att bereda plats för förtyskning av områden. Förflyttningen åtföljdes av rån, misshandel och ett stort antal döda. Våldsamheterna uppmuntrades och beordrades av den tyska administrationen. Den från början relativt låga andelen judar gjorde inte dem till högsta prioritet, och tyskarna satsade först på att utrota den polska intelligentian och potentiella ledare för att därigenom omvandla polacker till foglig arbetskraft. Snart började områden flaggas som judenrein (rena från judar) när den judiska befolkningen fördrevs till östra Polen. När Stalin överlämnade Lublin-distriktet till Tyskland föreslog han att ett judiskt reservat skulle inrättas i närheten av Lublin vid gränsen till Sovjetunionen. Fem tåglass från Österrike och Tjeckien sändes in innan operationen blåstes av. Nazisterna utpekade Generalguvernementet i Polen som området avsett för att husera judar.
Polska getton i till exempel i Łódź (inom Warthegau), Warszawa (inom Generalguvernementet) och tjeckiska Theresienstadt blev överbefolkade uppsamlingsplatser för judar. Till en början användes arbetsföra judar och deras barn som arbetskraft. Hösten 1941 inleddes också storskalig deportering av judar från Tyskland. Efter anfallet mot Sovjetunionen 1941 skärptes politiken, och storskaligt mördande inleddes, först genom avrättning och sedan genom dödande med gas i industriell skala när dödsläger skapades och järnvägstågen med judar från hela Europa började anlända till förintelselägren. Vid Wannseekonferensen i januari 1942 togs beslut om att koordinera judefrågan och systematisera utrotningen. I Frankrike anklagades judarna för matbristen i landet och Vichyregimen hade inga invändningar när nazisterna började deportera judar österut. I Kroatien och Rumänien pågick också massdödande. I Ungern, där det bodde 700 000 judar, motsatte man sig de nazistiska direktiven att utvisa judar.
Det tyska anfallet mot Sovjetunionen 1941 avslutade den nästan två år långa sovjetiska ockupationen av Polens östra delar. Vid maktbytet skedde några massakrer på judar med polskt deltagande, bland annat massakern i Jedwabne och pogromen i Wąsosz. Motiven var bland annat hämnd för påstådd judiskt samarbete och angivande av polacker till sovjeterna, samt de traditionella kristna antijudiska argumenten.
Den polska motståndsrörelsen, AK, informerade den polska exilregeringen i London redan i januari 1942 om att tyskarna gasade ihjäl judar i Chełmno, och AK samt den judiska socialistiska organisationen Bund i Polen rapporterade om 700 000 döda redan i maj 1942. Trots den polska regeringens ansträngningar att övertyga de brittiska och amerikanska regeringarna och pressen om massmorden avfärdades uppgifterna som opålitliga och en rapport om 258 avrättade judar i Berlin fick större uppmärksamhet än Bund-rapporten. När Warszawas getto likviderades i mitten av 1942 (se även upproret i Warszawas getto), och även senare, arbetade den polske premiärministern general Władysław Sikorski fruktlöst mot Roosevelt och Winston Churchill att de allierade skulle inleda en storskalig vedergällningsaktion mot tyska städer, samt bomba järnvägsspåren i Polen för att förhindra transporter till förintelselägren. De polska aktionerna möttes även av starkt motstånd av judiska organisationer i väst och av Palestina, som utpekade polackerna och den polska armén som antisemiter. Viss inverkan på kampanjen hade också den sovjetiska regeringen som ville misskreditera polacker. Den komplexa polsk-judiska spänningen normaliserades aldrig under kriget. I Polen, som enda land i Europa, straffades hjälp till judar med döden. Trots detta kom AK, polska hjälporganisationen för judar Żegota och många oorganiserade polacker att rädda ett stort antal judar. Uppgifterna om hur många som överlevde tack vare polsk hjälp varierar mellan 40 000 och 200 000.

### Efter andra världskriget
Andra kända episoder är utvandringsvågor under 1940-, 1950- och 1960-talen från Sovjetunionen och östblocket. En pogrom i Kielce i Polen 1946 ökade den antisemitiska stämning som fanns efter kriget då ett par hundra tusen judar återvände hem, och som ledde till att mer än 100 000 polska judar utvandrade till brittiska Palestina. Vid utrensningarna 1968 i Polen emigrerade ett stort antal polska intellektuella av judisk härkomst till bland annat Sverige. I de sista fallen motiverade man utrensningar och utvandring från landet med antisionism. Antisemitism fanns dock i Polen som på så många andra håll långt före både kommunismen och Hitler. 
 Avhoppare från östblocket vittnar om att bl.a. delar av KGB var fixerade vid sionistiska konspirationer som skulle hota det socialistiska samhällsbygget.

## 2000-talet
Under efterkrigstiden har förnekande av Förintelsen varit vanliga angreppsvinklar bland antisemiter. 
Antisemitism är idag mest utbredd i Mellanöstern. Enligt vissa studier uppvisar 70–90 procent av befolkningen i länderna i Mellanöstern antisemitiska attityder.
I Europa har flera undersökningar konstaterat att antisemitism är utbredd bland muslimska trosbekännare. Antisemitism i Europa är dock inte isolerat till muslimer. Forskning visar att antisemitism är utbredd i Polen och Ungern, som båda är länder med en mycket liten muslimsk befolkning. Antisemitism är även central för vissa högerextrema grupper.
Under 2003 publicerades en rapport kallad Manifestations of Anti-Semitism in the EU 2002–2003. I denna katalogiserades en ökning av angrepp på judar och på judiska affärsrörelser, synagogor och begravningsplatser. De länder med de mest anmärkningsvärda antalet angrepp var Belgien, Frankrike, Tyskland, Nederländerna och Storbritannien. Enligt rapporten är den största enskilda gruppen bakom angreppen unga muslimska européer. Den största ökningen av rapporterade angrepp konstaterades i Sverige: 26,4%. Den är den enda rapporten om antisemitism av EUMC.
Från den Europeiska kommissionen och Europeiska unionens byrå för grundläggande rättigheter har man talat om en stigande våg av antisemitiska handlingar under 2010-talet. Dessa har varierat i allvarlighet mellan vandalism och terrordåd.
I en forskarrapport publicerad 2024 av Segerstedtinstitutet vid Göteborgs universitet konstaterades att allting tydde på att Sverige och andra västeuropeiska samhällen efter att krig utbröt 2023 mellan Hamas och Israel skulle stå inför en våg av antisemitism och att denna våg kunde bli ihållande.

### Sverige
Forum för levande historia beskrev 2020 att farhågor om att antisemitismen ökar i det svenska samhället framförts under flera år. Enligt deras mätningar hade förekomsten av antisemitiska attityder och föreställningar i den svenska befolkningen minskat mellan 2005 och 2020. De konstaterade samtidigt att undersökningar av attityder inte var tillräckligt för att kunna besvara frågan huruvida antisemitismen ökat eller minskat i samhället. De slog däremot fast att antisemitiska attityder och föreställningar är jämförelsevis mer utbredda i vissa delar av befolkningen och vissa politiska opinioner än i andra.
Antisemitism ingår som viktiga beståndsdelar i radikalnationalistiska miljöer och rörelser i Sverige, såväl som i radikal islamistisk ideologi och propaganda. Antisemitism förekommer också i samband med händelser som rör Israel–Palestinakonflikten. Antijudiska budskap har i dessa sammanhang framförts vid demonstrationer och via sociala medier.
Brottsförebyggande rådet konstaterade 2024 en kraftig ökning av antalet anmälda antisemitiska brott under slutet av 2023 jämfört med samma period 2022. I flera fall konstaterades någon form av koppling till Israel och Palestina. Sannolikt bidrog händelseutvecklingen mellan Israel och Palestina som inleddes i oktober 2023 till en ökning av antisemitiska hatbrott i Sverige. Antisemitismen i Sverige har kommit att bli alltmer förknippad med Israel-Palestinakonflikten. Forskare beskriver det som att det skett en israelisering av antisemitismen i form av att samma språk, tankefigurer och teman som är knutna till traditionella antisemitistiska uttryck används i relation till eller i kritiken av Israel. Inte sällan förkläds denna form av antisemitism som antisionism. En följd av utvecklingen  efter den 7 oktober 2023 blev att judar i Sverige upplevde en kraftigt ökad antisemitism i samhället och uttryckte rädsla och oro för sin egen och sina närmastes trygghet och säkerhet. Hoten upplevde de främst kom från personer med bakgrund i Mellanöstern med koppling till islam, islamism eller med bakgrund från Palestina.
Enligt en undersökning från 2005 beställd av Forum för levande historia var antisemitiska uppfattningar vanligare bland muslimer än kristna och icke-religiösa. En andel på 39 procent av vuxna som självidentierar sig som muslimer hade antisemitiska inställningar jämfört med 5 procent för befolkningen i stort. Antisemitiska uppfattningar varierade med nationell bakgrund, där antisemitiska inställningar i synnerhet var vanligare bland invånare med utomeuropeisk bakgrund. Resultaten visade att 11 procent av vuxna med utomeurpoeisk bakgrund hade antisemitiska uppfattningar jänfört med 5 procent av befolkningen som helhet. Enligt Sveriges tidigare statsminister Stefan Löfvén hade en stor invandring från främst länder i Mellanöstern, där hat mot judar är vanligt förekommande, bidragit till att antisemitism ökat i Sverige. Även myndigheten Forum för levande historia beskrev hur muslimska invandrare från Mellanöstern sannolikt fört med sig antisemitiska attityder och föreställningar som var utbredda och politiskt legitima i deras forna hemländer.
I Sverige tvingas de judiska församlingarna att lägga en fjärdedel av medlemsavgifterna på säkerhetsanordningar och vakter. Frågan om hur samhället och staten hanterar hotbilden mot svenska judar har varit föremål för debatt. Antisemitiska hatbrott som judar boende i Malmö utsätts för av framförallt stadens muslimska befolkning men också av nynazister har rönt internationell uppmärksamhet från bland annat den amerikanska regeringen genom president Barack Obamas sändebud Hannah Rosenthal som åkte till Malmö för att diskutera situationen med Ilmar Reepalu år 2012.
En person i Sverige som har blivit utpekad som antisemit är Ahmed Rami som tidigare drev närradiokanalen Radio Islam, numera en webbplats. Han dömdes 1989 till fängelse i sex månader för hets mot folkgrupp för det antisemitiska innehållet i Radio Islam. Han har förnekat förintelsen och påstått att gaskamrarna i Auschwitz var ett påhitt av judar för att tjäna pengar på "snyfthistorier".
I april 2017 stängde judiska församlingen i Umeå på grund av hot om våld ifrån nazister.
2018 utsattes två judiska personers hus i Lund för brandattentat. Brandattackerna föregicks av olika sorters trakasserier mot bägge personerna. Den ena av dem, en fritidspolitiker, mottog hot med antisemitiska förtecken. Den andra utsattes för trakasserier och sabotage av egendom. Bland annat smetades avföring på ytterdörrens dörrhandtag till personens bostad.
En imam verksam vid välbesökta Helsingborgs moské dömdes 2019 för hets mot folkgrupp till dagsböter och att betala 800 SEK till Brottsofferfonden. Talet hölls på arabiska i juni 2017 under en demonstration i Helsingborg.

### Frankrike
Frankrike har Europas största och världens tredje största judiska befolkning, efter Israel och USA.
Frankrike var det bland de första europeiska länderna att erbjuda judar fullvärdiga medborgarskap i efterspelet till andra världskriget. I Frankrike år 2006 rapporterades en ökande antisemitism bland invandrarskolungdomar med arabiska och nordafrikanska rötter. Bland annat är konspirationsteorier om 11 september-attackerna som en judisk komplott utbredda och trakasserier vanliga. Trakasserierna har medfört att allt fler emigrerar till Israel.
2015 lämnade knappt 8 000 franska judar Frankrike för att bosätta sig i Israel, den största siffran från något västland. Emigrationen följde på flera islamistiskt inspirerade dödliga attacker på judar i Frankrike. Frankrikes president Emmanuel Macron menade att antisemitism i Frankrike hade nått den högsta nivån sedan andra världskriget. Samtliga dödliga attacker på judar mellan åren 2003 och 2019 och som resulterade i 10 döda, utfördes av radikala islamister. 
Enligt bland andra SOS Racisme i Frankrike förorsakar särskilt mediernas förmedling av konflikterna i Mellanöstern antisemitiskt våld.
I Marseille skedde tre jihadistiska attacker med blanka vapen mot judar under hösten 2015, vilket föranledde att stadens judar inte längre vågar bära sin kippa öppet.

### Antisemitiska rörelser
I västvärlden är det främst islamister och radikaliserade unga muslimer samt nynazister som står för uttalad antisemitism. I Frankrike hade endast 9% av de antisemitiska våldshandlingarna 2002 utförts av personer med anknytning till en högerextrem miljö.

### Antisemitismen i Mellanöstern

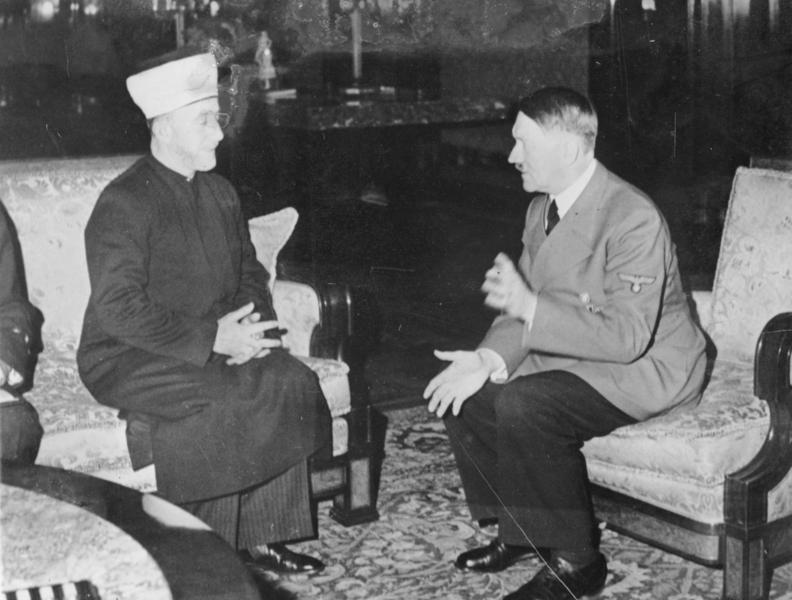
Jerusalems stormufti Haj Amin al-Husseini och Adolf Hitler.

År 1869 kom de första översättningarna av antisemitisk litteratur till arabiska från franska, men den stora spridningen skedde i samband med Dreyfusaffären på 1890-talet.
Efter Osmanska rikets undergång, de oväntade förlusterna för Arabstaterna efter avvisandet av delningsplanen 1948, och den judiska statens tillkomst, ersattes de otillräckliga klassiska föreställningarna om judars ynklighet och obetydlighet av kristna stereotyper om svartmuskiga talmudiska trick och ond allmakt.
Under 30-talet fick de ökade spänningarna mellan arabiska befolkningsgrupper och judiska flyktingar regelbundet bränsle av den genomgripande nazistiska propaganda som sattes in på arabiska via radio och i tryckta medier. 
Ett flertal av de nationalistiska partier som bildades i arabstaterna hade den tyska nationalsocialismen som förebild. Stormuftin av Jerusalem, Haj Amin al-Husseini, föreställde sig ett heligt islamiskt krig med Tyskland mot världens alla judar. 
Efter andra världskriget genomgick Tyskland en denazifiering men delar av idéerna levde vidare i Mellanöstern och nu med en judisk fiende i staten Israel.
I Mellanöstern har bland annat Sions vises protokoll fått nyupplagor och tolkats som äkta. Den antisemitiska propagandan i arabvärlden har idag stora likheter med kampanjerna i 30-talets Tyskland vilket har bidragit till uppkomsten av en ny distinktion: New Antisemitism.
Islamister använder sig av den antisemitiska idétraditionen med vissa strofer ur Koranen som utgångspunkt. I flera arabiska och muslimska länder finns en antisemitism som i olika grad tillåts i medier, undervisning och politik. Antisemitismen har där inte konfronterats med någon motsvarighet till den kritiska självrannsakan som de flesta västeuropeiska länder periodvis genomgår.
Den palestinska motståndsrörelsen Hamas betraktas i regel som antisemistisk.
Demokraternas senator Hillary Clinton har fördömt antisemitismen i palestinska skolböcker.